# Didymodon catenulatus
Didymodon catenulatus är en bladmossart som beskrevs av Hugh Neville Dixon 1930. Didymodon catenulatus ingår i släktet lansmossor, och familjen Pottiaceae. Inga underarter finns listade i Catalogue of Life.